# Лосиний тест

Схема «лосиного тесту»

Лосиний тест — випробування автомобілів на стійкість під час екстремальних маневрів, вигадане у Швеції.
Лосиний тест імітує раптову появу на дорозі лося — досить поширену небезпечну ситуацію на дорогах Швеції. Досвідченим водіям відомо, що для об'їзду перешкоди потрібна вдвічі менша відстань, ніж для зупинки перед ним. Тому, якщо лось близько, доводиться виїжджати на зустрічну смугу — а потім, можливо, одразу ж повернутися у свій ряд, щоб не зіткнутися з зустрічним рухом. Тест перевіряє, як автомобіль поводить себе при такому маневрі.

## Цікаві факти
- Швеції цей тест називається «тест об'їзного маневру» (Undanmanöverprov). Тест став всесвітньо відомим і отримав неформальну назву у 1997 році, коли журналіст одного з шведських автомобільних видань Роберт Колін, перевернув Мерседес А-класу. Компанії Мерседес-Бенц довелось відкликати та переробити велику кількість вироблених авто, втративши 250 млн доларів США. До кожної доробленої автівки компанія подарувала іграшкового лося, на знак вибачення перед своїми покупцями.